# 주류 전매

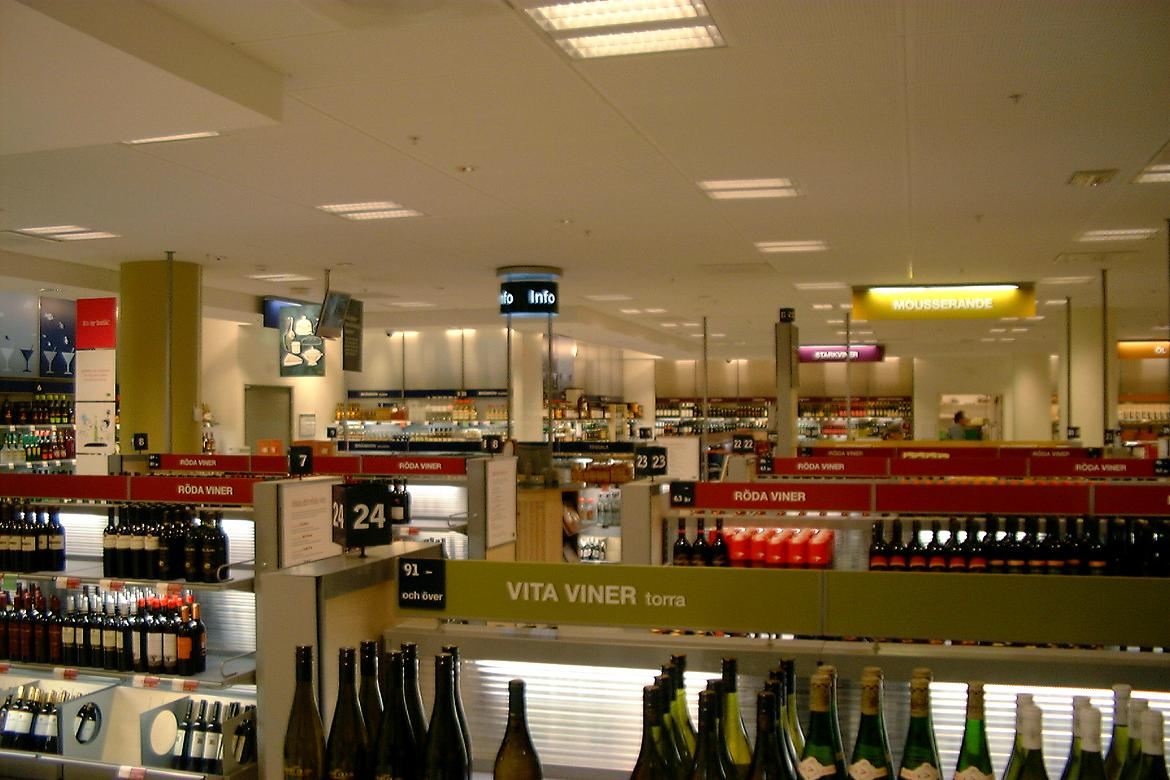
스웨덴의 주류 독점회사 시스템볼라예트의 지점

주류 전매(酒類專賣)는 맥주, 와인 등 알코올 음료를 정부에서 독점하는 것을 말한다. 대개 금주의 대안으로 사용된다. 덴마크(페로 제도 제외)를 제외한 모든 노르딕 국가와 캐나다의 모든 주, 이외 미국의 일부 주에 존재한다. 북유럽 국가의 주류 독점 판매점은 노르웨이의 빈모노폴렛(Vinmonopolet), 스웨덴의 시스템볼라겟(Systembolaget), 아이슬란드의 빈부드(Vínbúð), 핀란드의 알코(Alko)가 있다.

## 역사

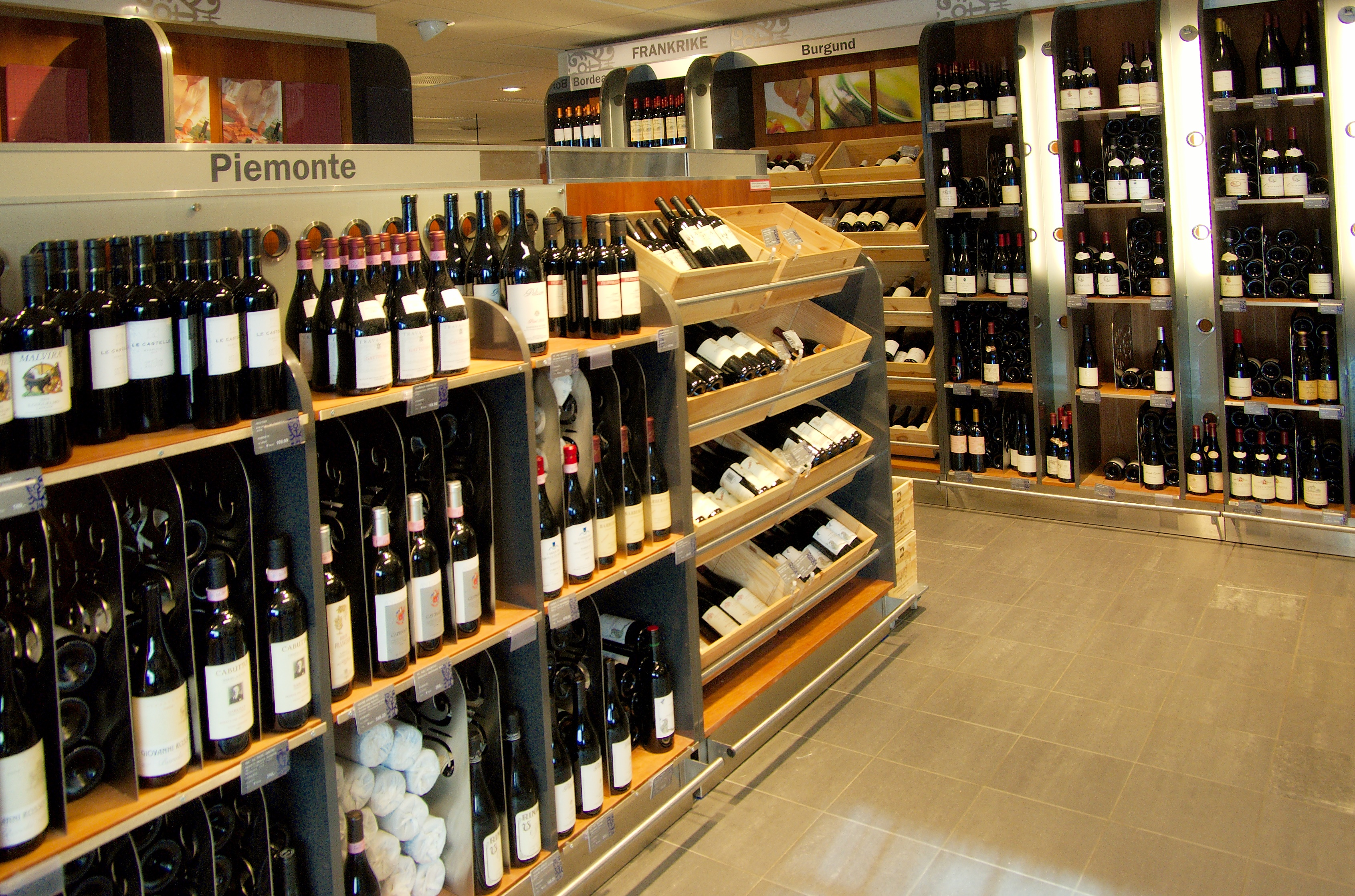
빈모노폴렛 지점

최초의 주류 독점은 주류의 과소비를 막고, 주류 판매를 통한 이득을 줄이기 위하여 1850년 스웨덴 팔룬에서 시작되었다. 이후 1905년 스웨덴 국회에서 보드카의 판매를 지역 주류 독점회사에 맡기기로 하면서 전국으로 퍼져나갔다.
1914년 제1차 세계 대전의 영향으로 핀란드의 일부 식당을 제외하고, 주류의 배급이 제한되었다. 1919년 금주령이 적용되면서, 식용 이외의 알코올을 통제하는 회사가 설립되었다. 1932년 핀란드 국회에서 금주령을 폐기하면서, 주류 판매를 독점하는 국영 기업 알코가 설립되었다.
1919년 노르웨이에 금주령이 내려지면서, 와인 생산국은 노르웨이에 무역 제재를 가하려고 하였고, 1922년 프랑스와의 협상 결과로 와인 판매를 독점하는 빈모노폴렛이 탄생하였다. 1923년 와인, 1926년 기타 알코올 음료의 금주령이 해제되면서 빈모노폴렛에서는 이들 상품을 판매하였다.

## 같이 보기
- 금주령